# 쓰루노 다이키
쓰루노 다이키(일본어: 鶴野 太貴, 1990년 9월 4일 ~ )는 일본의 전 축구 선수이다.

## 구단 경력
과거 미토 홀리호크에서 활동하였다.